# José Costa
José Costa (Figueira da Foz, 8 dicembre 1973) è un ex cestista portoghese.

## Carriera
Ha militato nel Porto e nella Nazionale di pallacanestro del Portogallo.
Con il Portogallo ha disputato i Campionati europei del 2011.

## Palmarès
- Coppa di Portogallo: 2

Porto: 2005, 2012